# Wasilij Begma
Wasilij Andrejewicz Begma (ros. Василий Андреевич Бегма; ur. 19 gru. 1905?/1 stycznia 1906 w Odessie, zm. 12 sierpnia 1965 w Kijowie) – radziecki działacz partyjny i państwowy, generał major, Bohater Związku Radzieckiego.

## Życiorys
Urodził się w Odessie w rodzinie robotniczej. W wieku 14 lat rozpoczął pracę jako robotnik w fabryce. W latach 1928–1938 członek Komsomołu na kierowniczych stanowiskach w obwodach dniepropietrowskim i charkowskim. Od 1938 członek aparatu KC KP(b)U, następnie sekretarz kijowskiego komitetu obwodowego, od 1939 do 1941 sekretarz obwodowego komitetu partii w Równem, od 1941 do 1942 członek Rady Wojskowej 12 Armii.
Od 1942 do 1944 był sekretarzem podziemnego równeńskiego obwodowego komitetu partii KP(b)U. Od sierpnia 1943 do lutego 1944 dowodził Równeńskim Zgrupowaniem Partyzanckim Nr 1. 9 kwietnia 1943 roku został mianowany generałem-majorem. Do wyzwolenia Równego (2 lutego 1944) generałowi Begmie podlegał m.in. polsko-radziecki oddział partyzancki dowodzony przez Mikołaja Kunickiego. Oddziały te wspólnie zwalczały okupacyjne wojska niemieckie oraz oddziały UPA.
Po wojnie od 1944 do 1949 był pierwszym sekretarzem równeńskiego komitetu obwodowego, od 12 lutego 1944 wojewodą równeńskim (na kilka miesięcy, Kunicki został na kilka dni oddelegowany jako starosta), w latach 1950–1959 pierwszym sekretarzem chmielnickiego komitetu obwodowego KP Ukrainy, a od 1959 przewodniczącym komisji partyjnej przy CK KPU. Begma był delegatem na XVIII - XXI Zjazd KPZR, XV–XX Zjazd KP Ukrainy. Był członkiem KC KPU i deputowanym do Rady Najwyższej ZSRR.

## Odznaczenia i nagrody
- 4-krotnie nagradzany Orderem Lenina; nadano mu również Order Wojny Ojczyźnianej II klasy (1945) i wiele innych orderów i medali.